# Thomas Mottershead
Thomas Mottershead (Widnes, 17 gennaio 1892 – Bailleul, 12 gennaio 1917) è stato un militare e aviatore britannico, che nel corso della prima guerra mondiale fu decorato con la Victoria Cross alla memoria.

## Biografia

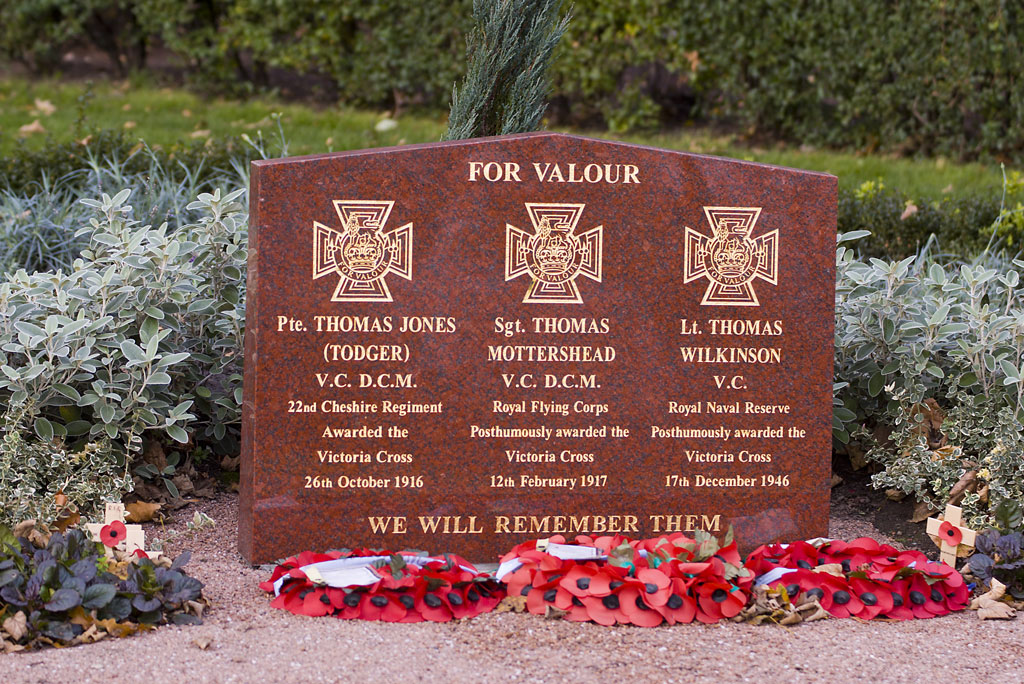
Memoriale al Victoria Park, Widnes.

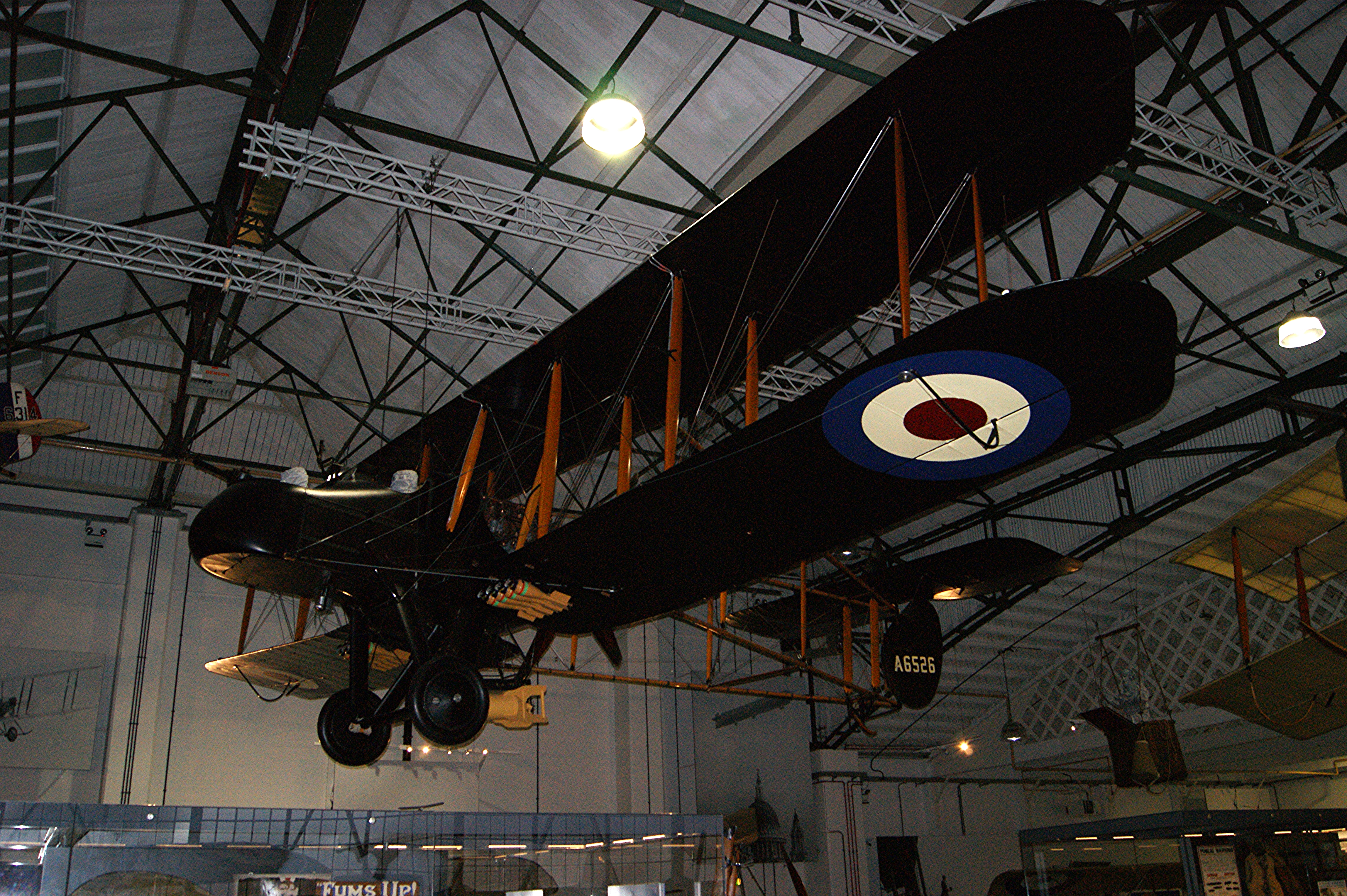
Un Royal Aircraft Factory F.E.2b esposto presso il RAF Museum di Hendon.

Nacque a Widnes (Lancashire) il 17 gennaio 1892, figlio di Thomas e Lucy Mottershead. Dopo aver frequentato la Simms Cross Council School e studiato ingegneria alla Widnes Technical School lavorò come apprendista montatore e tornitore presso la Widnes Alkali Works.
I continui studi nel tempo libero lo portarono a diventare membro della Amalgamated Society of Engineers ed a accettato un impiego presso i cantieri navali Cammell Laird a Birkenhead. Da giovane giocava a calcio ed era anche profondamente religioso, diventando un lettore della Bibbia presso la St Paul's Sunday School.
Nel febbraio 1914 sposò la signorina Lilian Medlicott Bree da cui ebbe un figlio, Sydney, l'anno successivo. Stabilitosi al 31 di Lilac Avenue a Widnes, cercò di migliorare la sua posizione lavorativa, e nell'estate del 1914 si recò a sud e accettò un lavoro temporaneo come meccanico in un garage ad Andover, nell'Hampshire. Poi, con un amico di Widnes, Frank Moore, si recò a Portsmouth per tentare di ottenere un lavoro presso il locale cantiere navale, ma il loro arrivo coincise con lo scoppio della prima guerra mondiale.
Il 10 agosto 1914, insieme all'amico Frank Moore, si arruolò come meccanico nel Royal Flying Corps, venendo assegnato alla Central Flying School di Upavon dove, nel settembre dello stesso anno fu raggiunto dalla moglie e dal figlio. Per i successivi diciotto mesi prestò servizio nel personale di manutenzione, ottenendo la promozione a caporale il 15 settembre 1915.
Promosso sergente meccanico il 1 aprile 1916, nel mese di maggio iniziò l'addestramento come pilota, e il 9 giugno successivo ottenne il suo brevetto. Trascorse poi un mese come istruttore di volo, ma il 4 luglio, in compagnia di altri tre sottufficiali piloti, il sergente James McCudden, il sergente Pateman e il sergente Haxton, fu inviato in Francia e presso la RFC Pilot's Pool a Saint Omer, arrivandovi l 5 luglio. Da lì fu assegnato al No.25 Squadron di stanza ad Auchel, dove pilotava un Royal Aircraft Factory F.E.2, e il 6 luglio 1916 partecipò alle operazioni belliche nel corso della battaglia della Somme.
Una delle sue prime operazioni fu un bombardamento a bassa quota su una batteria antiaerea tedesca che distrusse con successo. Il 22 settembre, con a bordo il 2/Lt C. Street come osservatore, bombardò la stazione ferroviaria di Samhain, distruggendo un treno di munizioni e mitragliandone un altro.
Mentre si allontanava il loro aereo fu attaccato da un ricognitore tedesco Fokker.  Pilotando abilmente il suo aereo consentì all'osservatore Street di ingaggiare con la mitragliatrice l'aereo nemico e di abbatterlo. Per questa azione e altre dimostrazioni di coraggio, ricevette la Distinguished Conduct Medal. Venne successivamente trasferito al No.20 RAF Squadron sull'aeroporto di Clairmarais.
Trascorse due settimane in congedo durante le vacanze di Natale, con sua moglie e suo figlio; si prese anche del tempo per visitare la sua vecchia scuola e fu convinto a fornire agli alunni un breve resoconto del lavoro svolto dal R.F.C. in Francia. Ritornò al suo reparto all'inizio del 1917.
Il 7 gennaio 1917 si trovava di pattuglia vicino a Ploegsteert Wood, in Belgio, volando su un F.E.2d (numero di serie A39) con a bordo l'osservatore tenente W.E. Gower quando fu impegnato in combattimento da due caccia Albatros D.III della Jasta 8. Il tenente Gower riuscì a colpì un caccia e lo mise fuori combattimento, ma il secondo Albatros, pilotato dall'asso tedesco Leutnant Walter Göttsch (20 vittorie), colpì l'aereo centrandolo nel serbatoio della benzina che fu perforato. La benzina fuoriuscita si incendiò e l'aereo venne avvolto dalle fiamme che l'osservatore non fu in grado di domare con un estintore portatile.
Gravemente ustionato riuscì ad effettuare un atterraggio di emergenza dietro alle linee alleate. Tuttavia, il carrello di atterraggio cedette toccando il suolo, facendo volare via l'osservatore ma bloccando lui nella sua cabina di pilotaggio. Tratto in salvo si spense cinque giorni a Bailleul  dopo a causa delle ustioni riportate. La salma venne poi tumulata nel cimitero della città.
Il sergente Mottershead venne insignito della Victoria Cross, l'unica mai assegnata a un sottufficiale del R.F.C. durante la prima guerra mondiale. La medaglia consegnata alla sua vedova da re Giorgio V durante una apposita cerimonia tenutasi a Hyde Park, Londra, il 2 giugno 1917.  Quando l'assegnazione dell'alta onorificenza fu resa nota a Widnes, la città aprì un fondo pubblico con l'obiettivo di fornire di denaro la vedova e al figlio. Ben presto fu raccolta una somma di quasi 1.000 sterline, ma né la vedova né il figlio ricevettero un centesimo del denaro raccolto. In effetti passarono più di 50 anni prima che un funzionario pubblico trovasse i registri del fondo e del denaro. Tale somma e stata quindi utilizzata per costituire una borsa di studio intitolata a Mottershead presso il Widnes Technical College. Nel 1994 il suo medagliere e stato acquistato privatamente da Michael Ashcroft ed è ora esposto presso la Ashcroft Gallery, Imperial War Museum, Londra.
Il 1 aprile 2018 una statua commemorativa del sergente Mottershead è stata eretta nel Victoria Park, a Widnes.

### Annotazioni
1. ↑  La coppia aveva sei figli e tre figlie.

### Fonti
1. 1 2 3 4 5 6 7 8 9 10 11 12 13 14 15 16 17 18 19 20 21 22  Victoria Cross Online
2. ↑  (EN) Granddaughter of Widnes VC winner Thomas Mottershead writes about his life at home and at war, su liverpoolecho.co.uk, 27 aprile 2015.
3. ↑  Ashcroft 2012, p. 36.
4. 1 2  Guttman 2009, p. 67.
5. ↑  O'Connor 2008, p. 61.
6. ↑  Franks, Bailey e Guest 1993, p. 118.
7. ↑  Guttman 2009, p. 68.
8. 1 2  Lord Ashcroft Medals
9. 1 2 3 4  Fascinatingfactsofww1
10. ↑  (EN) Statue unveiled in Widnes to remember WW1 pilot, su ITV. URL consultato il 5 aprile 2018.
11. ↑  (EN) The London Gazette (PDF), n. 29937, 9 febbraio 1917.